# Варона Гонсалес, Энрике
Энрике Варона Гонсалес (исп. Enrique Varona González; 11 апреля 1888, Консоласьон-дель-Сур, Пинар-дель-Рио, Куба — 19 сентября 1925, Морон, Сьего-де-Авила, Куба) — деятель кубинского рабочего движения, анархо-синдикалист. Профсоюзный руководитель железнодорожников, возглавлявший стачки в провинциях Лас-Вильяс, Камагуэй и Орьенте, в народе был известен как «Лидер тысячи забастовок» (El líder de las mil huelgas). Пал жертвой наёмного убийцы, подосланного режимом Херардо Мачадо и сахарными компаниями.

## Биография
До 1913 года он возделывал плантацию в муниципалитете Сан-Хуан-и-Мартинес в Пинар-дель-Рио, которую потерял из-за долгов при падении цен на табак.
Затем перебрался со своей женой Аной Луго и детьми в Санта-Клару. Работал издольщиком, а с 1917 года, уже в городе Морон, слесарем мастерских и машинистом Северных железных дорог Кубы.
Начиная со всеобщей стачки железнодорожников 1919 года проявил себя как великолепный руководитель и организатор забастовок рабочих в сентралях провинций Камагуэй и Орьенте. В 1922 был избран председателем Союза рабочих и служащих Северных железных дорог Кубы, превратив плохо организованный профсоюз в один из образцовых для кубинского рабочего движения и добившись единства действий его членов с грузчиками и железнодорожниками Сьенфуэгоса и Орьенте в целом. Он также сотрудничал с Альфредо Лопесом и Федерацией рабочих Гаваны, участвовал в созыве профсоюзного конгресса в Гаване 1922 года и организации Национальной конфедерации рабочих Кубы в 1925 году.
22 октября 1922 Хулио Антонио Мелья посетил Морон, где встретился с Энрике Вароной, подарил тому красный флаг с автографом и они совместно собирали средства в пользу бастующих сахарных рабочих. В начале октября бастовали заводы Морон, Патрия, Веласко, Виолета и Кунагуа. Железнодорожники поддержали эту акцию, и, как следствие, правительство приказало арестовать Энрике Варону и других лидеров, однако было вынуждено освободить их из-за опасений правительства о крупной забастовке железнодорожников. После освобождения Варона развернул обширную революционную работу.

## Убийство
Вечером 19 сентября 1925 года Энрике Варона в сопровождении своей жены Аны Луго, дочери Ньевес и нескольких племянников направлялся в театр на благотворительный спектакль в поддержку сбора средств для профсоюзов. В узком проходе убийца из засады расстрелял профсоюзного лидера в упор. 
Несколькими днями ранее, 13 сентября, Варона был оправдан в судебном процессе, на котором режим Мачадо предъявил ему абсурдное обвинение в терроризме, и нанятые сахарными компаниями киллеры при соучастии властей подготовили его убийство. Артуро Эстрада и другие товарищи переживали о безопасности Вароны, а лидер профсоюза Мануэль Кастильо даже предлагал ему залечь у родственников в Орьенте, на что Варона ответил ему: «Кастильо, на Кубе царит несправедливость, и я не собираюсь менять свой образ жизни. Если мне придется умереть, пусть это будет здесь, рядом с тобой».